# Amt Schlieben
Het Amt Schlieben is een samenwerkingsverband van 5 gemeenten  in het Landkreis Elbe-Elster in de Duitse deelstaat Brandenburg. Het Amt telt 5.233 inwoners. Het bestuurscentrum bevindt zich in de gemeente Schlieben.

## Gemeenten
Het Amt bestaat uit de volgende gemeenten:
1. Fichtwald (601)
2. Hohenbucko (626)
3. Kremitzaue (780)
4. Lebusa (806)
5. Schlieben, stad (2.420)